# Bahía de Cata
La bahía de Cata es una playa del estado Aragua (Venezuela), de gran extensión, finísima arena, aguas cristalinas y adornadas por la sombra de erguidos cocoteros. La Bahía de Cata se ha convertido en una zona balnearia de gran concurrencia. Cuenta con cabañas y restaurantes y se encuentra ubicada a 58 km de Maracay por la carretera de El Limón. Es una ancha obra en forma de semicírculo con ramas muy amplificadas.
Además de la Bahía de Cata, la costa aragüeña cuenta con playas como Catica, La Ensenada de Juan Andrés y Cuyagua, Ensenadas de Chuao, Café, Puerto Maya y La Ciénaga de Ocumare, a las cuales solo se tiene acceso por vía marítima o por excursiones, a través del Parque nacional Henri Pittier. 

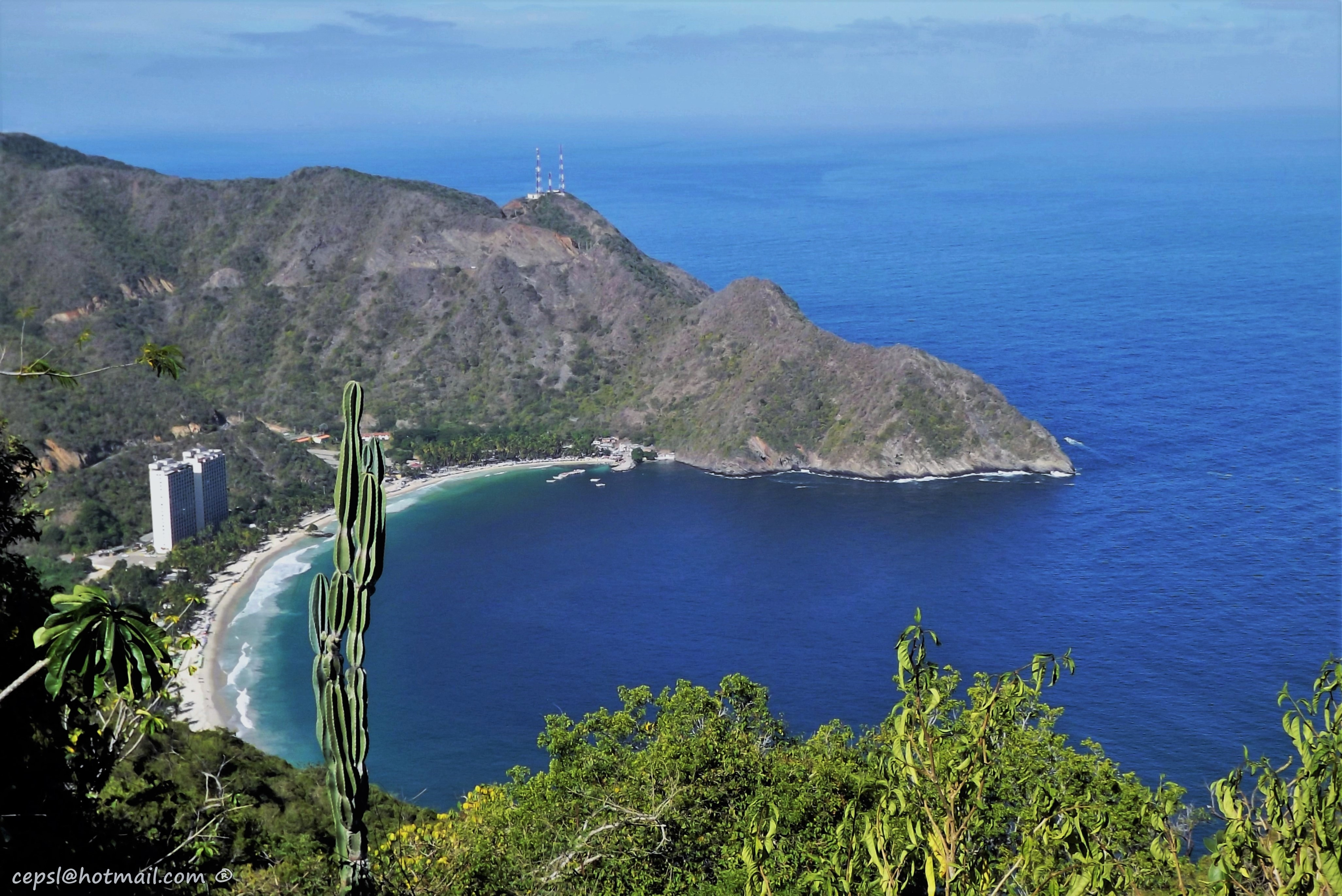
Bahía de Cata

- Datos: Q5716504
- Multimedia: Bahía de Cata / Q5716504